# 雪莉鎮區 (堪薩斯州克勞德縣)
雪莉鎮區（英語：Shirley Township）為位在美國堪薩斯州克勞德縣的鎮區。2010年美国人口普查中該鎮區人口有147人。

## 歷史
雪莉鎮區於1866年設立。

## 地理
雪莉鎮區涵蓋面積110.72平方（42.75平方英里），境內無城市設立。

### 墓園
根據美國地質調查局的資料，此鎮區擁有2座墓園：
- 錫達希爾墓園（Cedar Hill Cemetery）
- 普萊森特維尤墓園（Pleasant View Cemetery）

### 溪流
通過此鎮區的溪流有：
- 比弗溪（Beaver Creek）

## 人口統計
雪莉鎮區在歷史上為法国裔美国人的社區，其居民的祖先大多為法裔加拿大人。
根據2010年美國人口普查，雪莉鎮區人口有147人，人口密度為1.33人/每平方公里。此鎮區居民之種族有100%為白人；0%為非裔美洲人；0%為美洲原住民；0%為亞洲人；0%為太平洋島民；0%為其他種族；另外有0%為混血種族。而西班牙裔或拉丁裔美洲人佔此鎮區人口的0%。

## 外部連結
- US-Counties.com
- City-Data.com （页面存档备份，存于）